# Trophée NHK 2019
Navigation
Édition précédente Édition suivante
Le Trophée NHK (en japonais NHK杯国際フィギュアスケート競技大会, en anglais : NHK Trophy) est une compétition internationale de patinage artistique qui se déroule au Japon au cours de l'automne. Il accueille des patineurs amateurs de niveau senior dans quatre catégories: simple messieurs, simple dames, couple artistique et danse sur glace.
Le quarantième-et-unième Trophée NHK est organisé du 22 au 24 novembre 2019 à la Makomanai Ice Arena de Sapporo. Il est la sixième compétition du Grand Prix ISU senior de la saison 2019/2020.

## Résultats

### Messieurs
| Rang | Nom              | Pays       | Points | Programme court | Programme court | Programme libre | Programme libre |
| ---- | ---------------- | ---------- | ------ | --------------- | --------------- | --------------- | --------------- |
| 1    | Yuzuru Hanyu     | Japon      | 305.05 | 1               | 109.34          | 1               | 195.71          |
| 2    | Kevin Aymoz      | France     | 250.02 | 2               | 91.47           | 3               | 158.55          |
| 3    | Roman Sadovsky   | Canada     | 247.50 | 4               | 78.51           | 2               | 168.99          |
| 4    | Sergey Voronov   | Russie     | 239.05 | 3               | 88.63           | 6               | 150.42          |
| 5    | Jason Brown      | États-Unis | 231.37 | 8               | 73.73           | 4               | 157.54          |
| 6    | Sōta Yamamoto    | Japon      | 226.27 | 7               | 74.88           | 5               | 151.39          |
| 7    | Makar Ignatov    | Russie     | 222.45 | 5               | 78.47           | 8               | 143.98          |
| 8    | Anton Shulepov   | Russie     | 218.38 | 9               | 71.76           | 7               | 146.62          |
| 9    | Koshiro Shimada  | Japon      | 213.65 | 6               | 75.98           | 10              | 137.67          |
| 10   | Tomoki Hiwatashi | États-Unis | 207.30 | 11              | 64.54           | 9               | 142.76          |
| 11   | Alexei Bychenko  | Israël     | 197.63 | 12              | 61.97           | 11              | 135.66          |
| 12   | Conrad Orzel     | Canada     | 196.34 | 10              | 70.35           | 12              | 125.99          |

### Dames
| Rang | Nom                | Pays         | Points | Programme court | Programme court | Programme libre | Programme libre |
| ---- | ------------------ | ------------ | ------ | --------------- | --------------- | --------------- | --------------- |
| 1    | Aliona Kostornaïa  | Russie       | 240.00 | 1               | 85.04           | 1               | 154.96          |
| 2    | Rika Kihira        | Japon        | 231.84 | 2               | 79.89           | 2               | 151.95          |
| 3    | Alina Zagitova     | Russie       | 217.99 | 4               | 66.84           | 3               | 151.15          |
| 4    | Yuhana Yokoi       | Japon        | 189.54 | 8               | 62.67           | 4               | 126.87          |
| 5    | Mako Yamashita     | Japon        | 189.25 | 5               | 65.70           | 5               | 123.55          |
| 6    | Sofia Samodurova   | Russie       | 183.27 | 7               | 63.85           | 6               | 119.42          |
| 7    | Lim Eun-soo        | Corée du Sud | 172.47 | 6               | 65.28           | 10              | 107.19          |
| 8    | Starr Andrews      | États-Unis   | 166.72 | 9               | 58.92           | 9               | 107.80          |
| 9    | Karen Chen         | États-Unis   | 165.70 | 3               | 67.21           | 11              | 98.49           |
| 10   | Kailani Craine     | Australie    | 165.46 | 10              | 55.82           | 8               | 109.64          |
| 11   | Maé-Bérénice Méité | France       | 159.98 | 11              | 49.77           | 7               | 110.21          |
| 12   | Megan Wessenberg   | États-Unis   | 131.73 | 12              | 44.78           | 12              | 86.95           |

### Couples
| Rang | Nom                                     | Pays       | Points | Programme court | Programme court | Programme libre | Programme libre |
| ---- | --------------------------------------- | ---------- | ------ | --------------- | --------------- | --------------- | --------------- |
| 1    | Sui Wenjing / Han Cong                  | Chine      | 226.96 | 1               | 81.27           | 1               | 145.69          |
| 2    | Kirsten Moore-Towers / Michael Marinaro | Canada     | 208.49 | 2               | 71.21           | 2               | 137.28          |
| 3    | Anastasia Mishina / Aleksandr Galliamov | Russie     | 203.35 | 3               | 69.00           | 3               | 134.35          |
| 4    | Alisa Efimova / Alexander Korovin       | Russie     | 189.34 | 4               | 64.94           | 4               | 124.40          |
| 5    | Riku Miura / Ryuichi Kihara             | Japon      | 179.94 | 6               | 62.41           | 6               | 117.53          |
| 6    | Tarah Kayne / Daniel O'Shea             | États-Unis | 178.73 | 7               | 58.70           | 5               | 120.03          |
| 7    | Alexa Scimeca Knierim / Chris Knierim   | États-Unis | 173.33 | 5               | 63.63           | 8               | 109.70          |
| 8    | Nicole Della Monica / Matteo Guarise    | Italie     | 171.43 | 8               | 57.55           | 7               | 113.88          |

### Danse sur glace
| Rang | Nom                                      | Pays        | Points | Danse rythmique | Danse rythmique | Danse libre | Danse libre |
| ---- | ---------------------------------------- | ----------- | ------ | --------------- | --------------- | ----------- | ----------- |
| 1    | Gabriella Papadakis / Guillaume Cizeron  | France      | 226.61 | 1               | 90.03           | 1           | 136.58      |
| 2    | Aleksandra Stepanova / Ivan Bukin        | Russie      | 208.81 | 2               | 84.07           | 2           | 124.74      |
| 3    | Charlène Guignard / Marco Fabbri         | Italie      | 198.06 | 3               | 82.13           | 4           | 115.93      |
| 4    | Lilah Fear / Lewis Gibson                | Royaume-Uni | 193.01 | 4               | 76.09           | 3           | 116.92      |
| 5    | Wang Shiyue / Liu Xinyu                  | Chine       | 183.11 | 6               | 74.73           | 6           | 108.38      |
| 6    | Christina Carreira / Anthony Ponomarenko | États-Unis  | 182.26 | 5               | 75.25           | 7           | 107.01      |
| 7    | Sofia Shevchenko / Igor Eremenko         | Russie      | 178.08 | 7               | 69.59           | 5           | 108.49      |
| 8    | Carolane Soucisse / Shane Firus          | Canada      | 172.01 | 9               | 68.39           | 8           | 103.62      |
| 9    | Lorraine McNamara / Quinn Carpenter      | États-Unis  | 170.21 | 8               | 68.80           | 9           | 101.41      |

## Source
- (en) Résultats du Trophée NHK 2019 sur le site de l'ISU